# Conspiration de Velcho

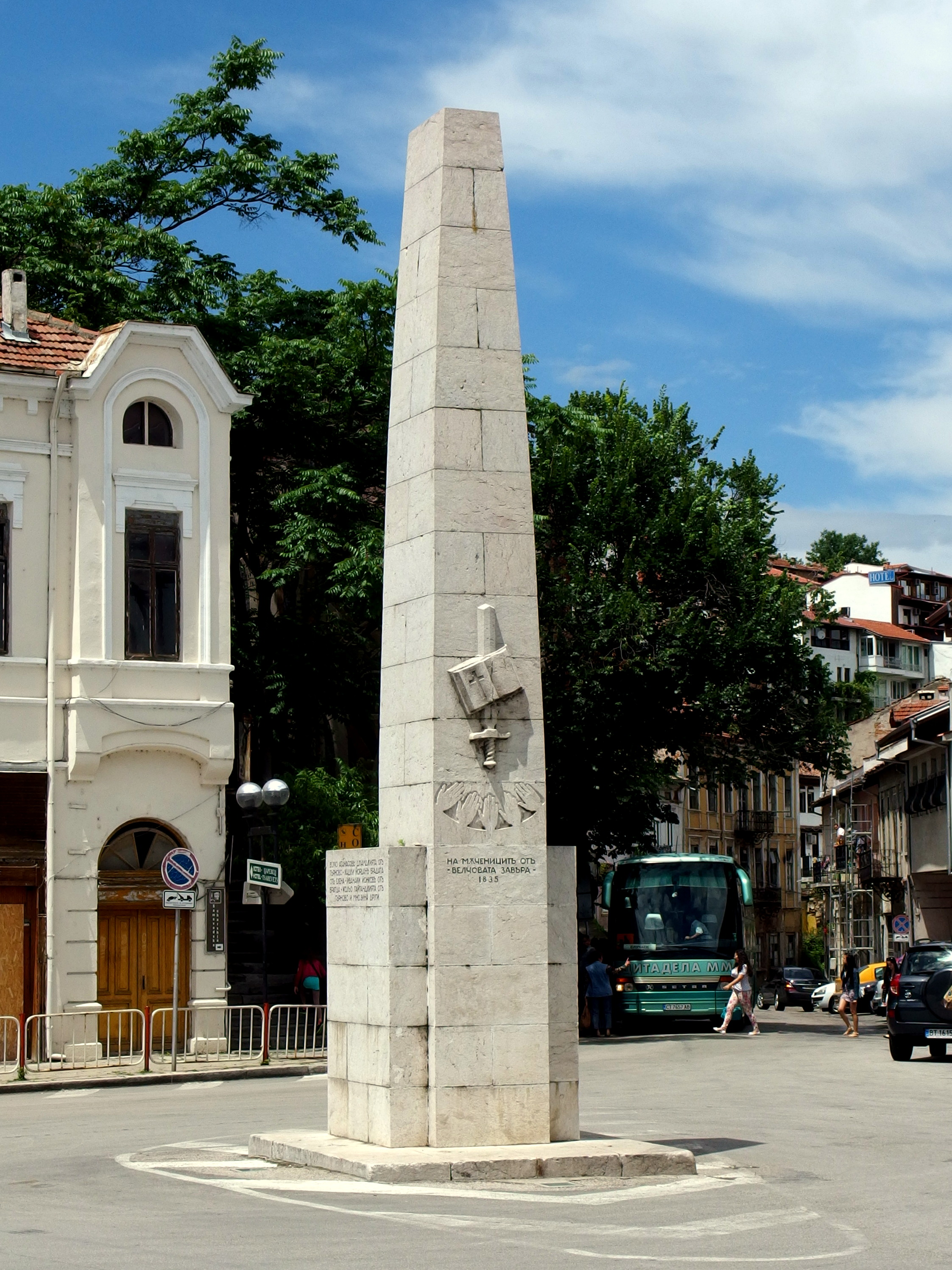
Sur la place du même nom à Veliko Tarnovo, le monument dédié à ceux qui sont tombés lors du soulèvement pour la liberté de la Bulgarie.

La conspiration de Velcho, également appelée conspiration bulgare de 1835, est un complot visant à restaurer l'État bulgare, dans les années 1830, immédiatement après le traité d'Andrinople (1829) et à rétablir l'indépendance de la Grèce.

## Histoire
Le soulèvement planifié doit être dans la ville de Veliko Tarnovo et ses environs, suivant l'ancien exemple du soulèvement d'Asen et Peter (en). Les conditions sont des plus favorables compte tenu du fait que l'Empire ottoman est au plus bas de l'humiliation qu'elle a subie dans son histoire lors de la première guerre égypto-ottomane (1831-1833). À cette époque, l'Empire ottoman dans son ensemble est entièrement engagé en Asie Mineure. D'autre part, après le Vaka-i Hayriye, les Bulgares n'ont rien en commun avec l'Empire ottoman et celui-ci leur est plus étranger que jamais en tant qu'État.
La conspiration a également fait une sérieuse impression en France. Cela se reflète dans le livre «Les Slaves de Turquie» de Cyprien Robert. Le plan d'action était d'organiser des détachements de jusqu'à 100 personnes dans chaque colonie, et l'armée insurgée a atteint le nombre de 10 000. 2000 d'entre eux devaient neutraliser la garnison ottomane à Tarnovo, d'où le soulèvement et l'indépendance de la Bulgarie seraient déclarés. Le soulèvement fut contrecarré par la trahison, et les conjurés furent torturés et pendus, à l'exception des sujets russes,.